# Jamboree mondial de 1951
Le jamboree mondial de 1951 est le septième jamboree scout. Il se tient en Autriche à Bad Ischl, dans le Salzkammergut, et rassemble près de 13 000 scouts.

## L'organisation du camp
Pour la première fois, des scouts allemands prennent part à un Jamboree mondial comme membres de l'Organisation mondiale. 
C'est a ce Jamboree que sera évoquée pour la première fois l'idée d'une association scoute européenne par des chefs qui se retrouverons l'année suivante et formeront les Europa Scout qui seront eux-mêmes à l'origine de la Fédération du Scoutisme Européen quelques années plus tard.